# Digital Fortress
Digital Fortress — компания, основанная Павлом Дуровым в 2013 году и занимающаяся управлением и финансированием мобильных приложений. IT-директор компании — Аксель Нефф (англ. Axel Neff), который также является помощником директора «ВКонтакте» по международным операциям. Офис компании находится в Буффало, штат Нью-Йорк. В начале 2013 года компания купила за 1 миллион долларов 96 терабайт данных и инфраструктуру в дата-центре компании QBC Systems. В апреле того же года Павел Дуров заявил, что Digital Fortress — облачный кластер, подготовленный для нагрузочных стартапов Start Fellows.
14 августа 2013 года компанией было выпущено первое экспериментальное приложение — бесплатный мессенджер для смартфонов Telegram, построенный на технологии шифрования переписки MTProto, разработанной братом Павла Дурова — Николаем.

## Telegram
О том, что компания работает над новым проектом, стало известно ещё в январе 2013 года. Тогда было сообщено, что первое приложение, поддерживаемое Digital Fortress, будет называться telegra.ph, для которого уже был зарегистрирован домен. Позже от этого названия отказались в пользу Telegram.
Само приложение было выпущено 14 августа на платформе iOS в рамках конкурса «Durov’s Android Challenge» в качестве примера для разработки аналогичного приложения под Android, о чём Павел сообщил на странице самого конкурса.
На следующий день, 15 августа, создатель популярного мессенджера WhatsApp Ян Кум обвинил Павла Дурова в плагиате, заявив: «Павел Дуров умеет только копировать такие продукты, как Facebook и WhatsApp. У него никогда не было оригинальных идей и не будет». Также примечательно, что логотип приложения практически идентичен иконке почтового клиента Sparrow. Сам Дуров признал схожесть своего приложения с WhatsApp, однако сообщил, что Telegram в таком виде был выпущен лишь для тестирования протокола: «Telegram — это не столько готовое приложение, которое прямо сейчас начинает что-то там завоевывать, сколько proof of concept для MTProto». Кроме того, Дуров выделил четыре существенных отличия Telegram от WhatsApp: шифрование передаваемых сообщений, их скорость передачи, хранение данных в облаке с синхронизацией между устройствами и возможность расширения функциональности приложения.
«Telegram, строго говоря, не мой проект», — отметил Дуров позже. По его словам, разработку приложения он поддерживал не финансово, а инфраструктурно через компанию.
Через три недели после запуска мессенджер набрал широкую популярность: ежедневно в нём регистрировались более 100 000 новых пользователей, большинство из которых — жители арабских стран.